# Pieter van der Aa
Pieter van der Aa (Leiden, 1659 — Leiden, Agosto, 1733) foi um famoso geógrafo, editor e livreiro neerlandês.

## Biografia
Realizou grandes serviços no campo da ciência, muito especialmente no campo da geografia, com as importantes colecções de viagens que publicou, tendo neste trabalho sido ajudado pelos seus irmãos Hildebrando e Balduíno. Estabeleceu uma livraria na cidade de Leiden no ano de 1882, onde foi também impressor.
Ao longos da carreira de editor publicou cerca de 200 obras de geografia, ciências naturais e sobre antiguidades, destacando-se entre elas: "Colecção das viagens mais memoráveis nas Índias Orientais e Ocidentais"; "Campanha" esta obra trata de uma atlas com mais de 200 mapas, no entanto considerado como tendo muitos erros. Publicou ainda uma colecção de viagens pela Pérsia, Tartária, Marrocos, Madagáscar  e outros países, bem como as Obras de Erasmo (1703-1706).